# Harem (genre)
Harem er et uformelt fanbegreb, der benyttes til at beskrive en trend i manga og anime, hvor en enkelt mand/dreng er omgivet af tre eller flere attraktive kvinder/piger, hvoraf de fleste har et mere eller mindre romantisk forhold til hovedpersonen. Ordet "harem" benyttes generelt ikke alene men som et adjektiv til det aktuelle medie, f.eks. harem manga eller harem anime. 
Ordet kommer fra den engelske brug af ordet "harem" i betydningen "en gruppe af kvinder associeret med en mand". Det skal således ikke forstås som det arketypiske orientalske eventyrlige harem, hvor en flok kvinder holdes indespærret i palads for at stå til rådighed seksuelt for herren. Sådan noget forekommer ganske vist i enkelte historier, men i de fleste har de medvirkende deres fulde bevægelsesfrihed bortset fra eventuelle afhængigheder af f.eks. økonomisk karakter, eller det forhold at de bor sammen.

## Opbygning
Prototypen på en haremhistorie involverer et antal figurer, som regel med en dreng som drenge flest som hovedperson sammen med tre eller flere piger, hvis personligheder ofte er arketyper. Situationen er ikke nødvendigvis realistisk men giver god anledning til fanservice med yngre godtudseende kvindelige figurer, hvis antal ofte langt overgår de mandlige af marketingsgrunde. Uanset vægtningen mellem kønnene vil der dog som regel også være et antal udenforstående bifigurer af begge køn.
Figurernes grund til at være sammen varierer. I Love Hina får hovedpersonen et pigepensionat overladt af sin bedstemor, mens i He Is My Master gør uheld hhv. kærlighed to bortløbne piger og en forelsket tredje pige til tjenestepiger for en rig dreng, hvis forældre netop er omkommet. Og i Otome wa Boku ni Koishiteru følger en dreng sin bedstefars sidste vilje og skifter forklædt til en pigeskole. I alle tilfælde vil der dog typisk også være andre temaer, så som i Love Hina hvor flere figurer har optagelse på universitetet som fælles mål.
Nogle serier som Ai Yori Aoshi er skabt sådan, at hovedfiguren straks fokuserer på kun en af pigerne, hvorved publikum gøres opmærksom på, at dette er det kanoniske valg. De andre kvindelige figurer eksisterer primært for at skabe konflikter, sidehistorier, humoristiske situationer eller blot almindeligt kaos. I særdeleshed den næstmest populære kvindelige figur i en serie er ofte den direkte modsætning til den primære kvindes personlighed, f.eks. er Ai Yori Aoshis næstmest populære figur drengepigen Tina, der næsten er modsætningen til den kvindelige hovedfigur, den traditionelle Aoi.
Andre serier så som Shuffle! vælger at lade valget mellem pigerne stå åbent indtil nær slutningen.
Harem animeer lider ofte under, at de ender uden endelig forløsning af kærligheden. Dette skyldes, at de ligesom mange andre animeserier påbegyndes og færdiggøres før originalen (typisk en mangaserie eller en serie af light novel) bliver færdig og følgelig ikke kan få dennes konkluderende slutning med. Mangaserien Strawberry 100% endte f.eks. med den mandlige hovedperson havde et forhold til en af pigerne, men i animeen, der sluttede nogle måneder før mangaen, gjorde han ikke. En typisk forklaring på dette problem er, at hovedpersonen ønsker at forblive single for ikke at støde nogle af de kvindelige figurers følelser, navnlig hvis han over tid er kommet til at se dem som familiemedlemmer. En anden typisk karakteregenskab ved hovedpersonen er villigheden til af ofre egen lykke for at sikre andres.

## Variationer
Modsætningen til standardharemmet er det, hvor en kvinde/pige er omgivet af mænd/drenge, hvilket nogle gange omtales som omvendt harem. Dette ses jævnligt og eksempler tæller bl.a.a. Ouran High School Host Club, Fruits Basket og Hana Yori Dango.
Serier med shounen-ai og shoujo-ai homoseksuelle haremmer eksisterer også. Eksempler på det er hhv. Kyo Kara Maoh! and Strawberry Panic!.
Aktionbaserede historier har også lejlighedsvis inkorporeret haremtemaer – ofte med en sans af humoristisk egenopmærksomhed – hvor pigerne har en særlig evne til at hjælpe hovedfiguren på en rejse eller i kampe. Eksempler her tæller bl.a.a. Tenchi Muyo!, Rosario + Vampire og Negima!: Magister Negi Magi.